# Понтий Прокул Понтиан
Понтий Прокул Понтиан (на латински: Pontius Proculus Pontianus) е политик и сенатор на Римската империя през 3 век.

## Биография
Прокул е от фамилията Понтии Прокули, която произлиза вероятно от Македония и е син на Понтий Фурий Понтиан или на Тиберий Фурий Понтиан, който от 217 г. е легат на провинция Долна Мизия и Горна Мизия и Горна Панония. Роднина е и с Юний Понтий Прокул, който притежава латифундии в град Филипи.
През 238 г. Прокул е консул заедно с Фулвий Пий. След това той е praeses (управител) на Горна Германия и там възстановява водопровод.